# Toppserien 2014
La Toppserien 2014 è stata la 31ª edizione della massima serie del campionato norvegese femminile di calcio. La competizione è iniziata il 21 aprile 2014 con la 1ª giornata ed è terminata il 1º novembre 2014 con i play-off promozione-retrocessione. La squadra campione in carica era lo Stabæk, mentre la vittoria finale è andata al LSK Kvinner.

## Stagione

### Formula
Le 12 squadre partecipanti si affrontano in un girone di andata e ritorno per un totale di 22 giornate.

La squadra campione di Norvegia ha il diritto di partecipare alla UEFA Women's Champions League 2015-2016 partendo dai sedicesimi di finale.

La penultima classificata affronta la seconda classificata in 1. divisjon nello spareggio promozione-retrocessione.

L'ultima classificata retrocede direttamente in 1. divisjon.

### Novità
La prima classificata della 1. divisjon 2013, il Grand Bodø, è stata promossa al posto del retrocesso Sandviken. L'Amazon Grimstad ha mantenuto il posto in Toppserien dopo aver sconfitto il Sarpsborg 08 nei play-off promozione-retrocessione.

## Squadre partecipanti
| Club            | Allenatore          | Città      | Stadio                  | Terreno                | Capacità | Posizione 2014          |
| --------------- | ------------------- | ---------- | ----------------------- | ---------------------- | -------- | ----------------------- |
| Amazon Grimstad | Margunn Haugenes    | Grimstad   | Levermyr Stadion        | Erba naturale          | 2 010    | 11º posto in Toppserien |
| Arna-Bjørnar    | Morten Kalvenes     | Arna       | Arna Idrettspark        | Erba naturale          | 1 100    | 3º posto in Toppserien  |
| Avaldsnes       | Arne Møller         | Avaldsnes  | Avaldsnes Idrettssenter | Erba naturale          | 1 000    | 4º posto in Toppserien  |
| Grand Bodø      | Trond Schjølberg    | Bodø       | Nordlandshallen         | Erba artificiale       | 5 500    | 1º posto in 1. divisjon |
| Klepp           | Jón Páll Pálmason   | Klepp      | Klepp Stadion           | Sintetico misto erba   | 2 505    | 10º posto in Toppserien |
| Kolbotn         | David Brocken       | Kolbotn    | Sofiemyr Stadion        | Erba naturale          | 3 400    | 6º posto in Toppserien  |
| LSK Kvinner     | Monica Knudsen      | Lillestrøm | LSK-hallen              | Sintetico misto erba   | 2 300    | 2º posto in Toppserien  |
| Medkila         | Roy Berntsen        | Harstad    | Harstad Stadion         | Sintetico misto sabbia | 4 000    | 9º posto in Toppserien  |
| Røa             | Geir Nordby         | Oslo       | Røa Kunstgress          | Erba sintetica         | 543      | 8º posto in Toppserien  |
| Stabæk          | Øyvind Eide         | Bærum      | Nadderud Stadion        | Erba naturale          | 7 000    | Campione di Norvegia    |
| Trondheims-Ørn  | Thomas Dahle        | Trondheim  | DnB Arena               | Erba sintetica         | 2 000    | 7º posto in Toppserien  |
| Vålerenga       | Cecilie Berg-Hansen | Oslo       | Vallhall Arena          | Erba sintetica         | 5 500    | 5º posto in Toppserien  |

## Classifica
|                     | Pos. | Squadra         | Pt | G  | V  | N | P  | GF | GS | DR  |
| ------------------- | ---- | --------------- | -- | -- | -- | - | -- | -- | -- | --- |
| Norvegia (bandiera) | 1.   | LSK Kvinner     | 57 | 22 | 18 | 3 | 1  | 64 | 14 | +50 |
|                     | 2.   | Stabæk          | 52 | 22 | 16 | 4 | 2  | 62 | 19 | +43 |
|                     | 3.   | Arna-Bjørnar    | 42 | 22 | 14 | 0 | 8  | 58 | 21 | +37 |
|                     | 4.   | Kolbotn         | 39 | 22 | 13 | 0 | 9  | 41 | 32 | +9  |
|                     | 5.   | Avaldsnes       | 38 | 22 | 12 | 2 | 8  | 56 | 27 | +29 |
|                     | 6.   | Røa             | 32 | 22 | 9  | 5 | 8  | 36 | 27 | +9  |
|                     | 7.   | Vålerenga       | 30 | 22 | 9  | 3 | 10 | 27 | 45 | -18 |
|                     | 8.   | Trondheims-Ørn  | 27 | 22 | 7  | 6 | 9  | 33 | 37 | -4  |
|                     | 9.   | Klepp           | 26 | 22 | 8  | 2 | 12 | 32 | 45 | -13 |
|                     | 10.  | Medkila         | 15 | 22 | 4  | 3 | 15 | 18 | 62 | -44 |
|                     | 11.  | Amazon Grimstad | 14 | 22 | 4  | 2 | 16 | 18 | 60 | -42 |
|                     | 12.  | Grand Bodø      | 7  | 22 | 1  | 4 | 17 | 15 | 71 | -56 |

Legenda:

      Campione di Norvegia e ammessa alla UEFA Women's Champions League 2015-2016

 Ammessa allo spareggio promozione-retrocessione

      Retrocessa in 1. divisjon 2015

Tre punti a vittoria, uno a pareggio, zero a sconfitta.
La classifica viene stilata secondo i seguenti criteri:
- Punti conquistati
- Differenza reti generale
- Reti totali realizzate
- Punti conquistati negli scontri diretti
- Differenza reti negli scontri diretti
- Reti realizzate in trasferta negli scontri diretti (solo tra due squadre)
- Reti realizzate negli scontri diretti
- play-off (solo per decidere la squadra campione, l'ammissione agli spareggi e le retrocessioni)

## Spareggi

### Play-off promozione-retrocessione
|                 |       |                 | Città e data                |
| --------------- | ----- | --------------- | --------------------------- |
| Amazon Grimstad | 2 – 1 | Sarpsborg 08    | Grimstad, 8 novembre 2014   |
| Sarpsborg 08    | 0 – 3 | Amazon Grimstad | Sarpsborg, 15 novembre 2014 |

## Statistiche

### Classifica marcatori
| Gol |  |  | Giocatore                 | Squadra      |
| --- |  |  | ------------------------- | ------------ |
| 20  |  |  | Débinha                   | Avaldsnes    |
| 16  |  |  | Emilie Haavi              | Lillestrom   |
| 16  |  |  | Cecilie Pedersen          | Avaldsnes    |
| 15  |  |  | Hege Hansen               | Arna-Bjornar |
| 15  |  |  | Isabell Herlovsen         | Lillestrom   |
| 12  |  |  | Melissa Bjånesøy          | Stabaek      |
| 12  |  |  | Synne Sofie Kinden Jensen | Kolbotn      |
| 12  |  |  | Elise Thorsnes            | Stabaek      |
| 11  |  |  | Lene Mykjåland            | Lillestrom   |
| 10  |  |  | Tina Charlotte Algrøy     | Arna-Bjornar |
| 10  |  |  | Marte Berget              | Valerenga    |
| 10  |  |  | Gry Tofte Ims             | Klepp        |